# Arauá
Arauá is een gemeente in de Braziliaanse deelstaat Sergipe. De gemeente telt 12.042 inwoners (schatting 2009).
De gemeente grenst aan Estância, Santa Luzia do Itanhy, Itabaianinha, Pedrinhas en Boquim.